# Нью-Эдинбург (Оттава)

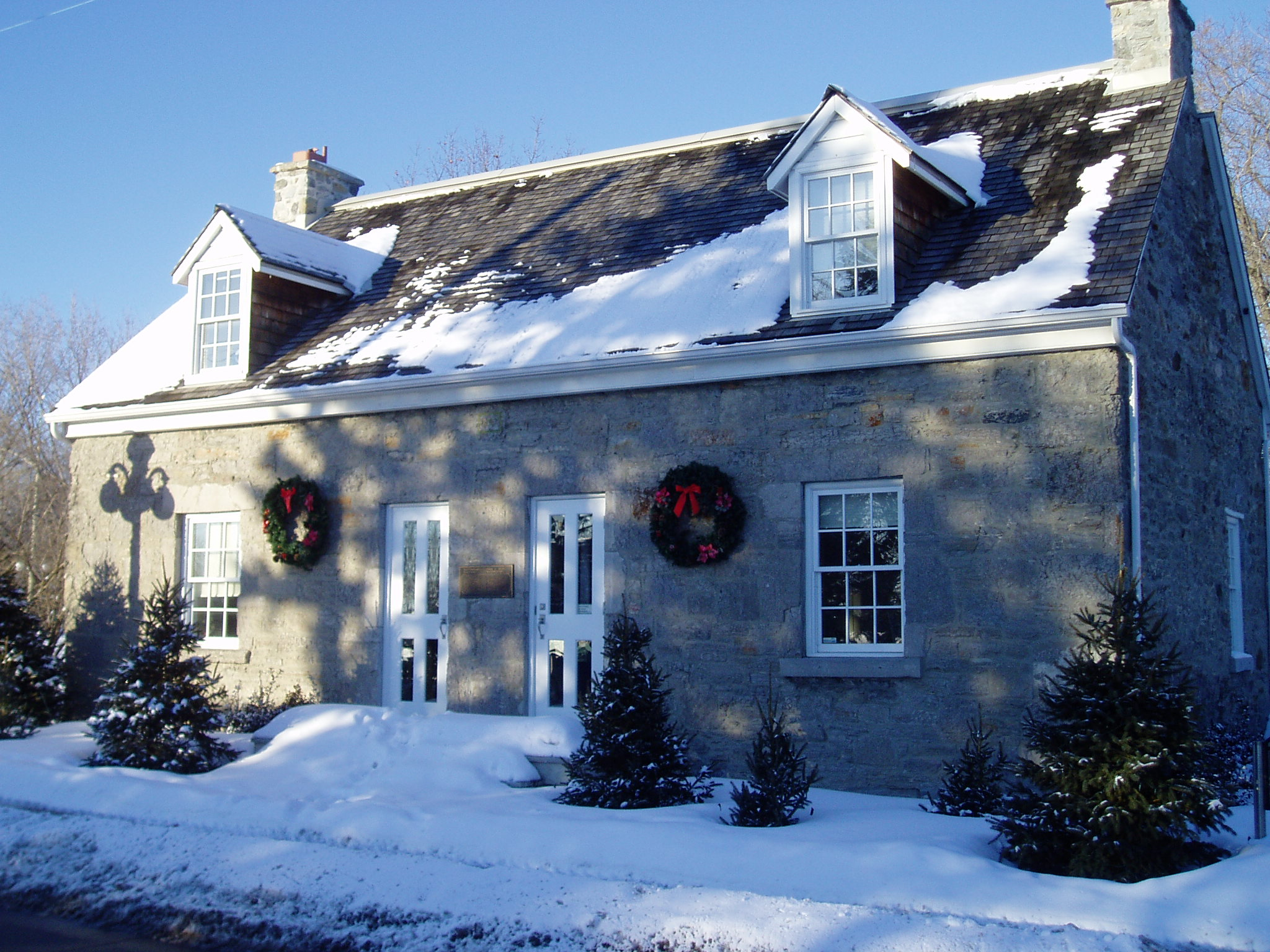
Дом школы Фрезье (Frasier, 1837) — одно из старейших зданий района.

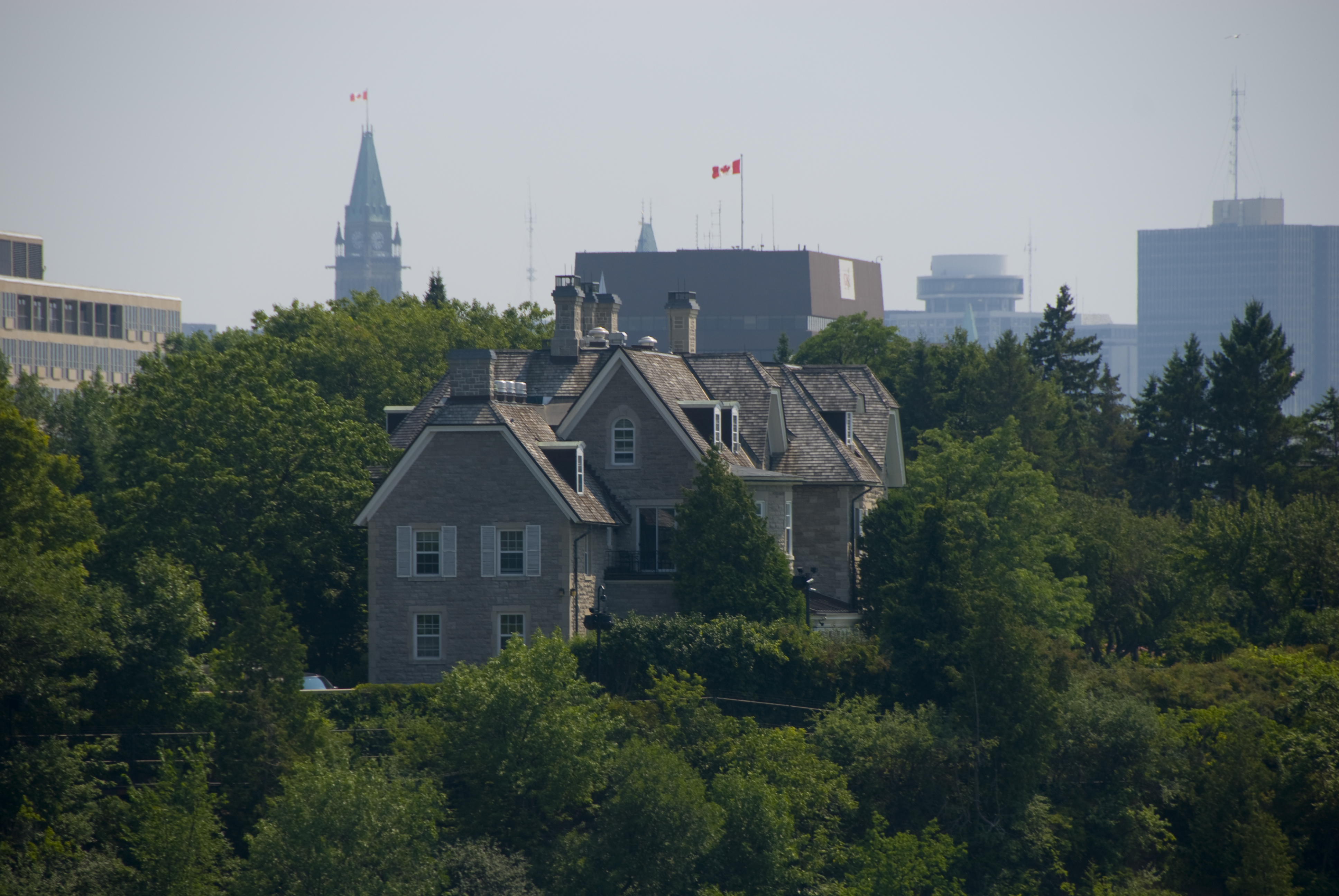
Резиденция премьер-министра Канады на Сассекс-драйв, 24.

Нью-Эдинбург, англ. New Edinburgh — фешенебельный район г. Оттава, Канада. Расположен к востоку (через реку Ридо) от Лоуэртауна. Северной границей района является река Оттава, южной — Бичвуд-авеню (исключая небольшой район Линденли), на востоке граница частично совпадает с улицами Спрингфилд-роуд и Мэпл-лейн, за которыми начинается Роклифф-парк (бывшая деревня, ныне также весьма престижный район Оттавы).
В Нью-Эдинбурге расположены Ридо-холл, резиденция генерал-губернатора Канады вместе с прилегающим парком, а также резиденция премьер-министра Канады на Сассекс-драйв, 24. Здесь же расположены посольства ряда стран.
Население района, среди которого много государственных служащих, является преимущественно англоязычным, что резко контрастирует с соседними районами Ванье, Лоуэртаун и Сэнди-Хилл.
Нью-Эдинбург основал Томас Маккей, один из строителей канала Ридо. В 1829 г. он приобрёл землю, где река Ридо впадала в Оттаву, и основал деревню, названную в честь Эдинбурга, столицы Шотландии. Многие улицы были названы в честь членов его семьи: Крайтон (девичья фамилия жены), Кифер (зять), Томас, Джон и Чарльз (сыновья). Изначально Нью-Эдинбург был промышленным районом, здесь находились водные мельницы.
Административно Нью-Эдинбург сначала входил в состав посёлка Глостер (ныне пригород Оттавы), в 1866 г. стал отдельной деревней, а в 1887 г. включён в состав Оттавы. Район выпускает собственную газету, New Edinburgh News. Население района по переписи 2006 г. составляло 3627 человек.